# Damian Zieliński
Damian Wojciech Zieliński (* 2. Dezember 1981 in Stettin) ist ein polnischer Radsporttrainer und ehemaliger Bahnradsportler.

## Sportliche Laufbahn
Ab 2002 war Damian Zieliński international im Bahnradsport erfolgreich. 2004 wurde er in Valencia Europameister im Omnium, 2005 in Fiorenzuola d’Arda im Teamsprint gemeinsam mit Łukasz Kwiatkowski und Kamil Kuczyński und 2006 jeweils Zweiter im Omnium.
Bei den UEC-Bahn-Europameisterschaften 2010 in Pruszków wurde Zieliński im Sprint-Wettbewerb vor heimischem Publikum nach zwei Verwarnungen disqualifiziert. Im selben Jahr, bei den Bahn-Europameisterschaften in Apeldoorn, errang er mit Kuczyński und Maciej Bielecki Bronze im Teamsprint und 2012 Silber im Teamsprint mit Kuczyński, Bielecki und Krzysztof Maksel. Bei den UEC-Bahn-Europameisterschaften 2015 in Grenchen wurde Zielinski Dritter im Sprint.
2004 nahm Damian Zieliński an den Olympischen Spielen in Athen teil und belegte im Sprint den siebten Platz sowie im Teamsprint mit Kwiatkowski und Rafał Furman Rang neun, bei den Olympischen Spielen 2012 in London startete er in den Disziplinen Sprint (15.) und Teamsprint (10., mit Bielecki und Kuczyński). Auch 2016 wurde er für die Teilnahme an den Olympischen Spielen in Rio de Janeiro nominiert. Im Teamsprint belegte er gemeinsam mit Rafał Sarnecki und Krzysztof Maksel Platz sieben, im Keirin wurde er Sechster und im Sprint 14.

## Berufliches
Seit dem Ende seiner aktiven Radsportlaufbahn ist Zieliński als Trainer tätig. 2022 wurde er zum polnischen Nationaltrainer der Junioren im Sprintbereich ernannt. 2011 gründete seinen eigenen Verein Piast Szczecin, seine Frau Ewa, eine ehemalige Beachvolleyballerin, ist Vizepräsidentin des Vereins. Das Paar hat Zwillingstöchter. Darüber hinaus leitet er die Damian-Zieliński-Akademie, wo er zwei Mal wöchentlich Vorschulkinder im Fahrradfahren unterrichtet.

## Erfolge
2002
- Europameisterschaft – Teamsprint (mit Łukasz Kwiatkowski und Grzegorz Krejner)

2003
- Europameisterschaft (U23) – Sprint, Keirin

2004
- Bahnrad-Weltcup in Manchester – Sprint
- Europameister – Omnium
- Europameisterschaft – Teamsprint (mit Łukasz Kwiatkowski und Grzegorz Krejner)

2005
- Europameister – Teamsprint (mit Łukasz Kwiatkowski und Kamil Kuczyński)

2006
- Europameisterschaft – Omnium

2010
- Polnischer Meister – Sprint

2011
- Europameisterschaft – Teamsprint (mit Maciej Bielecki und Kamil Kuczyński)

2012
- Europameisterschaft – Teamsprint (mit Maciej Bielecki, Kamil Kuczyński und Krzysztof Maksel)

2013
- Polnischer Meister – Teamsprint (mit Maciej Bielecki und Kamil Kuczyński)

2014
- Europameisterschaft – Sprint

2015
- Europameisterschaft – Sprint

2017
- Polnischer Meister – Teamsprint (mit Maciej Bielecki und Mateusz Miłek)